# 謝爾登·懷特豪斯
謝爾登·懷特豪斯（英語：Sheldon Whitehouse；1955年10月20日—），是一位美國民主黨政治人物，自2007年成為羅德島州聯邦參議院議員。此前他曾在1999年至2003年期間擔任羅德島州總檢察長和1993年至1998年期間擔任美国罗德岛联邦地区法院美国联邦检察官。

## 延伸閱讀
- Background and collected news at The Washington Post
- 美國國會國家人物傳記大辭典中的傳記
- 由華盛頓郵報維護的投票記錄
- 智慧投票计划中的傳記、投票紀錄及利益集團評級
- Congressional profile at GovTrack
- Congressional profile at OpenCongress
- Issue positions and quotes at On the Issues
- Financial information at OpenSecrets.org
- Staff salaries, trips and personal finance at LegiStorm.com
- 聯邦選舉委員會中的競選財務報告和數據
- Campaign contributions at the National Institute for Money in State Politics
- Appearances on C-SPAN programs
- Collected news and commentary at The New York Times
- Profile at Ballotpedia

## 外部連結
- 謝爾登·懷特豪斯（页面存档备份，存于）參議院官方網站
- 謝爾登·懷特豪斯參議員競選網站（页面存档备份，存于）
- 中的“謝爾登·懷特豪斯”

| 司法职务               | 司法职务                                                          | 司法职务               |
| ---------------------- | ----------------------------------------------------------------- | ---------------------- |
| 前任者： 林肯·阿蒙德   | 美国罗德岛联邦地区法院美国联邦检察官 1993年－1998年               | 繼任者： 瑪格麗特·庫蘭 |
| 前任者： 傑弗里·派恩   | 羅德島州總檢察長 1999年－2003年                                   | 繼任者： 派屈克·林奇   |
| 政党职务               |                                                                   |                        |
| 前任者： 羅伯特·魏剛   | 美國參議員羅德島州民主黨被提名人 （第1類） 2006年、2012年、2018年 | 最新的                 |
| 美国参议院             |                                                                   |                        |
| 前任者： 林肯·查菲     | 羅德島州第1類參議員 2007年－ 與杰克·里德同時在任                  | 現任                   |
| 前任者： 約翰·康寧     | 参议院国际麻醉品控制委员会主席 2021—至今                          | 現任                   |
| 前任者： 伯尼·桑德斯   | 参议院预算委员会主席 2023—至今                                    | 現任                   |
| 美國排位名單           |                                                                   |                        |
| 前任者： 艾米·克罗布彻 | 美國參議員資歷 第23位                                             | 繼任者： 喬恩·泰斯塔   |